# Mojorejo (Pungging)
Mojorejo is een bestuurslaag in het regentschap Mojokerto van de provincie Oost-Java, Indonesië. Mojorejo telt 5274 inwoners (volkstelling 2010).